# Bongkal Malang
Bongkal Malang is een bestuurslaag in het regentschap Indragiri Hulu van de provincie Riau, Indonesië. Bongkal Malang telt 1674 inwoners (volkstelling 2010).